# Му-ди (Восточная Цзинь)
Цзиньский Му-ди (кит. трад. 晉穆帝), личное имя Сыма Дань (кит. трад. 司馬聃, пиньинь Sīmǎ Dān), взрослое имя Сыма Пэнцзы (кит. трад. 司馬彭子, 343 — 10 июля 361) — девятый император империи Цзинь; пятый император эпохи Восточная Цзинь. В связи с тем, что на трон был возведён ещё младенцем, и умер в молодом возрасте, вместо него страной правили регенты.

## Биография
Единственный сын императора Кан-ди. Осенью 344 года император Кан-ди заболел. Советники Юй Бин и Юй И (дяди императора по женской линии) поддерживали в качестве нового императора его дядю по отцовской линии Сыма Юя, однако советник Хэ Чун настоял, чтобы император передал трон своему годовалому сыну Сыма Даню. Император согласился, и Сыма Дань, был объявлен наследником престола. Два дня спустя император Кан-ди скончался, и Сыма Дань был объявлен императором с тронным именем Му-ди.
В связи с младенческим возрастом императора главной властью в стране стала вдовствующая императрица Чу, которая в основном следовала советам Хэ Чуна и Сыма Юя; после того, как Хэ Чун скончался в 346 году, его место занял Цай Мо.
В 345 году скончался командовавший войсками на западе империи Юй И, и его место занял амбициозный генерал Хуань Вэнь (он был женат на сестре покойного императора Кан-ди). К западу от империи, в Сычуаньской котловине, в то время находилось самопровозглашённое государство Хань, в котором как раз тогда обострилась внутренняя ситуация. Зимой 346 года Хуань Вэнь отправил доклад с просьбой о разрешении атаковать Хань, а затем, не дожидаясь ответа центрального правительства, выступил в поход, и быстро покорил это государство, присоединив его к империи, в результате чего имперская власть распространилась на весь южный Китай.
В 349 году скончался Ши Ху — правитель появившегося в северном Китае «варварского» государства Поздняя Чжао, и оно погрузилось в смуты и междоусобицы. В этой ситуации правители южных частей Позднего Чжао предпочли объявить о своей лояльности империи Цзинь. Хуань Вэнь постоянно обращался к императорскому двору с просьбами разрешить ему выступить на север и отвоевать эти земли для империи Цзинь, но ему постоянно отказывали, опасаясь, что он приобретёт слишком много власти и обретёт контроль над правительством. Вместо этого правительство отправило на север Чу Поу (дедушку императора по материнской линии), но поход окончился неудачей.
В 350 году Цай Мо был обвинён в непочтительности к императору и низведён до статуса простолюдина, а его место при дворе занял Инь Хао. В 352 году Хуань Вэнь, раздражённый тем, что ему постоянно отказывают, поднял войска и сделал вид, что собирается выступать на столицу. Шокированный Инь Хао собрался поначалу подать в отставку, либо выслать Хуань Вэню императорский вымпел с белым тигром в знак требования распустить войска, но потом, по совету Ван Бяочжи, попросил Сыма Юя написать Хуань Вэню письмо в осторожно подобранных выражениях, призывающее его остановиться.
Тем временем Инь Хао подготовил собственные походы на север, но они в 352 году закончились катастрофой. Хуань Вэнь подал петицию с требованием отставки Инь Хао. Инь Хао был низведён до статуса простолюдина и выслан, после чего обращения Хуань Вэня ко двору более не отвергались.
Устранив Инь Хао, Хуань Вэнь предпринял в 354 году большое наступление против одного из возникших на месте Позднего Чжао государств — Ранней Цинь. Его армия подавила сопротивление Ранней Цинь и достигла её столицы Чанъаня, однако у Хуань Вэня начало кончаться продовольствие, и он был вынужден отвести войска.
В 356 году Хуань Вэнь подал петицию, требующую возвращения столицы империи в Лоян, но имперское правительство отклонило её, вместо этого приказав ему атаковать Яо Сяна, который, ранее восстав против Инь Хао, захватил много городов в районе Лояна. Хуань Вэнь двинул войска, поймал Яо Сяна в ловушку и разгромил его, сам Яо Сян бежал на запад.
Весной 357 года 13-летний император Му-ди был официально объявлен способным принимать решения, и императрица Чу прекратила регентство, однако фактически власть в стране продолжали осуществлять Сыма Юй и Хуань Вэнь. В 361 году император Му-ди скончался, не имея наследников, и на престол взошёл его двоюродный брат Сыма Пи.

## Девизы правления
- Юнхэ (永和 Yǒnghé) 345—356
- Шэнпин (升平 Shēngpíng) 357—361